# Barlete
Barlete su gradsko naselje Gospića, u Ličko-senjskoj županiji, 8 km udaljeno od Gospića.

## Povijest
Pod Turcima su bile muslimansko naselje, koje se razvilo pod starom utvrdom. U turskom rasapu ono je napustilo svoje selo, a ostale su samo dvije kuće koje su primile katoličku vjeru.
Tijekom Jugoslavija, u Bilaju i Barletama pretrpjeli su velike ljudske gubitke zbog komunističkoga i četničkog terora. Žrtvama u spomen nalazi se spomen-križ na bilajskom mjesnom groblju.

## Domovinski rat
Za vrijeme Domovinskog rata, Barlete su jedno od prvih mjesta u županiji koja su bila napadnuta od četničke agresije. Dana 22. srpnja 1991. četničke snage su počele granatirati selo iz kojeg je većina stanovništva bila protjerana, a nekolicina starih i nemoćnih ljudi koji su ostali u svom domu su mučki ubijeni, a njihovi posmrtni ostatci nađeni i identificirani tek poslije vojno-redarstvene operacije Oluja, kad su Barlete konačno i oslobođene.

## Stanovništvo
- 1971. – 290 (Srbi – 177, Hrvati – 108, Jugoslaveni – 5)
- 1981. – 202 (Srbi – 118, Hrvati – 78, Jugoslaveni – 6)
- 1991. – 133 (Hrvati – 66, Srbi – 58, Jugoslaveni – 8, ostali – 1)
- 2001. – 36
- 2011. – 28[5]

| broj stanovnika | 806   | 927   | 877   | 948   | 1001  | 788   | 783   | 789   | 405   | 397   | 353   | 290   | 202   | 133   | 36    | 28    | 21    |
|                 | 1857. | 1869. | 1880. | 1890. | 1900. | 1910. | 1921. | 1931. | 1948. | 1953. | 1961. | 1971. | 1981. | 1991. | 2001. | 2011. | 2021. |